# شایبنبرگ
شهر شایبنبرگ (به آلمانی: Scheibenberg) در ایالت زاکسن در کشور آلمان واقع شده‌است.